# Natasha Bassett
Natasha Bassett (Sídney, 16 de octubre de 1992) es una actriz, guionista y directora australiana. Interpretó a Britney Spears en la película biográfica de Lifetime Britney Ever After, que se estrenó el 18 de febrero de 2017. Su cortometraje de 2014 titulado "Kite", que escribió y dirigió, fue aceptado en el Festival Internacional de Cine de Rhode Island. También apareció en el papel secundario de Gloria DeLamour en la película Hail, Caesar!.

## Primeros años
Bassett nació en Sídney, Australia. Comenzó a actuar en la escuela secundaria y se mudó a Nueva York a los 19 años para seguir una carrera en la actuación.